# L'estel dels reis
L'estel dels reis (títol original en italià, La stella dei re) és un telefilm emès per primera vegada a Rai Uno el 7 de gener de 2007. S'ha doblat al català.
La direcció és de Fabio Jephcott, i els actors principals són: Leo Gullotta en el paper de Melcior, Luca Ward com a Baltasar, Jan Cornet com a Gaspar, Ariadna Cabrol com a Yumah, Nicola Di Pinto com a Herodes i Mohamed Jasny com a Nabu.
La telefilm està coproduït per Rai Fiction, Immagine e Cinema d'Edwige Fenech, i l'Institut del Cinema Català-Televisió de Catalunya.